# Repentance (Esham)
Repentance è il nono album di Esham, pubblicato nel 2003. È il secondo album che Esham ha pubblicato con la Psychopathic Records, dopo la raccolta Acid Rain.

## Testi e musica
Poiché gran parte del materiale pubblicato da Esham conteneva testi di natura satanista, Esham era stato molto accusato di satanismo. Il rapper da molto tempo aveva cercato di allontanare da sé queste impressioni. Repentance è stato prodotto come un tentativo di "mettere il[...] disco sotto la luce giusta" e abbandonare il personaggio profano che era diventato sul palco. Il titolo originale dell'album doveva essere Redemption.
La canzone Woo Woo Woo è stata pubblicata come singolo, ed è stato anche girato un video da Roy Knyrim. A parte questo video, Esham decise di girare da solo i successivi video perché il modo in cui questo era stato fatto non gli era piaciuta.

## Tracce
Tutte le canzoni sono state scritte da Esham stesso, a parte la 6, la 8 e la 14, scritte da Mike Puwal.
| #  | Titolo          | Featuring            | Durata |
| -- | --------------- | -------------------- | ------ |
| 1  | Bang            |                      | 3:18   |
| 2  | Can't Take That |                      | 2:49   |
| 3  | Woo Woo Woo Woo |                      | 3:26   |
| 4  | Pay             | Bone Thugs n Harmony | 3:55   |
| 5  | No More Dyin'   |                      | 2:55   |
| 6  | Soopa Doopa     | Soopa Villianz       | 2:05   |
| 7  | Back in da Day  |                      | 4:09   |
| 8  | Mommy           |                      | 2:21   |
| 9  | Hard Times      | Insane Clown Posse   | 3:09   |
| 10 | Ex-Girlfriend   |                      | 2:55   |
| 11 | Look at Me      | Twiztid              | 2:38   |
| 12 | Brick           | TNT                  | 2:59   |
| 13 | Get Doe         |                      | 1:59   |
| 14 | Boom!           | Violent J            | 3:26   |
| 15 | In Detroit      | TNT                  | 2:50   |
| 16 | Boss Up         |                      | 3:25   |
| 17 | Out Cold        |                      | 2:34   |
| 18 | Dem Boyz        | Violent J            | 3:37   |
| 19 | No War          | Jumpsteady           | 3:19   |
| 20 | All of My Life  |                      | 3:33   |

## Classifiche
| Classifica             | Posizione |
| ---------------------- | --------- |
| Top Heatseekers        | 9         |
| Top Independent Albums | 10        |
| Top R&B/Hip-Hop Albums | 71        |